# Playa Sámara Carillo Airport
Playa Sámara Carillo Airport (engelska: Carrillo (Samara) Domestic Airport) är en flygplats i Costa Rica.   Den ligger i provinsen Guanacaste, i den västra delen av landet, 150 km väster om huvudstaden San José. Playa Sámara Carillo Airport ligger 9 meter över havet.
Terrängen runt Playa Sámara Carillo Airport är kuperad åt nordost, men söderut är den platt. Havet är nära Playa Sámara Carillo Airport åt sydväst.  Närmaste större samhälle är Sámara, 5,2 km väster om Playa Sámara Carillo Airport. I omgivningarna runt Playa Sámara Carillo Airport växer huvudsakligen savannskog.